# Plano da ONU para a partilha da Palestina de 1947

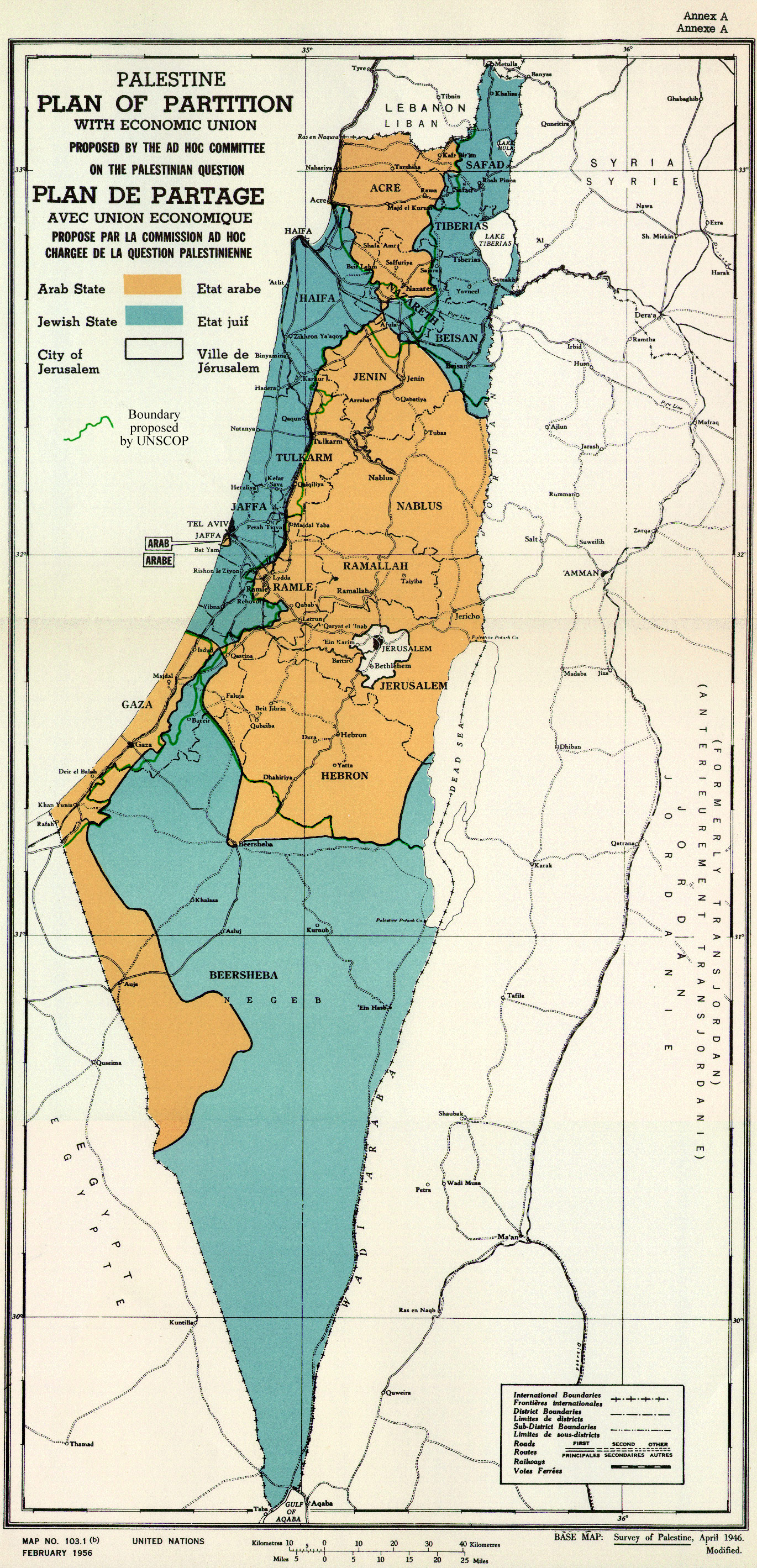
Mapa do Plano de Partilha da Palestina em novembro de 1947.

Plano de Partilha da Palestina (ou, mais exatamente, daquilo que restava da Palestina Mandatária, pois uma parte já havia sido separada para constituir a Transjordânia, em 1922) foi um plano aprovado em 29 de novembro de 1947 pela Assembleia Geral das Nações Unidas, através da sua Resolução 181.

## História
Pouco depois do fim da Segunda Guerra Mundial, em maio de 1947, a ONU, a pedido do Reino Unido, criou o UNSCOP (United Nations Special Committee on Palestine), para elaborar o plano de partição da área do Mandato Britânico da Palestina. O plano consistia na partição da banda ocidental do território em dois Estados – um judeu e outro árabe, ficando as áreas de Jerusalém e Belém sob controlo internacional. 53% do território seriam atribuídos aos 700 mil judeus, e 47% aos 1 milhão e 400 mil árabes sendo desses 900 mil que imigraram durante o inicio do século XX e 500 mil viviam no local (antes desse acontecimento, judeus provenientes da Europa Ocidental e do norte da África também já haviam imigrado para a Palestina se juntando a outros poucos milhares de judeus que viviam historicamente ali, anteriormente à publicação do chamado Livro Branco de 1939, e comprado terras daquela região, do antigo mandato turco-otomano, por isso essa proporção de terras).
Em 1917, o governo britânico, através da Declaração Balfour (uma carta de Arthur Balfour, secretário britânico dos Assuntos Estrangeiros, ao Barão Rothschild, líder da comunidade judaica do Reino Unido), manifestou seu apoio ao plano sionista de colonizar a Palestina e lá estabelecer o "Lar Nacional Judeu". Poucos anos depois, em 1922, a Liga das Nações aprovou o Mandato  Britânico da Palestina. O mandato previa que a mandatária se responsabilizaria por colocar em prática a Declaração Balfour, isto é, favorecer o estabelecimento, na Palestina, de um lar nacional para povo judeu.
Após a Segunda Guerra Mundial, a criação do lar nacional judeu passou a ser vista pela opinião pública como uma forma de reparação pelo Holocausto. Em julho de 1947, forças britânicas interceptaram o navio posteriormente denominado "Exodus 1947", que levava ilegalmente 4 500 refugiados judeus para a área do Mandato, violando as restrições à imigração judia, estabelecidas do Livro Branco. A viagem fora custeada por um grupo de judeus americanos. O caso obteve grande repercussão na mídia, provocando comoção internacional e fortalecendo a posição das organizações sionistas, que lutavam pela criação de um Estado judeu.
Assim, poucos meses depois, na sessão de 29 de Novembro de 1947 – presidida pelo brasileiro Oswaldo Aranha, quando 56 dos 57 países membros se encontravam representados, 33 deles votaram a favor do Plano, 13 votaram contra e 10 se abstiveram. Apenas a Tailândia esteve ausente. O voto a favor da partilha por parte da União Soviética de Stalin garantiu os votos favoráveis de países como Polônia e Tchecoslováquia, que foram essenciais para aprovar a resolução que necessitava de uma maioria de dois terços. Os países Egito, Síria, Líbano, Jordânia e Iraque da Liga Árabe se opuseram abertamente à proposta e não reconheceram o novo estado Israel.
A Agência Judaica, a instituição governante do assentamento judaico, aceitou a resolução. Já os árabes palestinos, assim como os Estados Árabes, não aceitaram o Plano, pois consideraram que a proposta contrariava a Carta das Nações Unidas, segundo a qual cada povo tem o direito de decidir seu próprio destino, e declararam sua oposição a qualquer plano que propusesse a separação, segregação ou divisão do seu país ou que atribuísse direitos ou estatuto especiais e preferenciais a uma minoria.
Meses depois, em 14 de maio de 1948, poucas horas antes de se extinguir o Mandato Britânico e já em meio a uma guerra civil entre árabes e judeus, foi declarada a Independência do Estado de Israel, no dia 14 de maio de 1948. Os Estados árabes reagiram imediatamente.
Começava ali a primeira guerra árabe-israelense.